# L'Alcerà
L'Alcerà és una masia situada al poble de Clarà, municipi de Castellar de la Ribera, a la comarca catalana del Solsonès. És una masia documentada des del segle xviii
És una masoveria del Noguer